# Bettoncourt
Bettoncourt é uma comuna francesa na região administrativa do Grande Leste, no departamento de Vosges. Estende-se por uma área de 3.18 km², e possui 96 habitantes, segundo o censo de 2018, com uma densidade de 30 hab/km².